# Avenue Louis Fuchs
Pour les articles homonymes, voir Fuchs.
L' avenue Louis Fuchs est une rue bruxelloise de la commune de Woluwé-Saint-Pierre qui parcourt le parc de Woluwe sur une longueur de 675 mètres.

## Historique et description
Cette voie fut nommée d'après Louis Fuchs (nl).

Louis Fuchs (Barmen, le 9 mai 1818 - Ixelles, le 26 mai 1904) et d'origine allemande, fut architecte paysagiste. Pour les ducs d'Arenberg, il a conçu le parc de Heverlee et d'Enghien en 1843.  Il réalise des dessins pour de nombreux jardins belges, parcs publics et parcs de châteaux (à Peruwelz, Beervelde, Grand-Bigard et Louvignies). 
Nommé professeur d'architecture de jardin à l'École d'horticulture de l'État en 1859 et ensuite premier inspecteur vert urbain de la ville de Bruxelles en 1861, il a conçu, entre autres, le cimetière de Bruxelles à Evere.